# Alexander Avenarius
Alexander Avenarius (16. května 1942 Martin – 26. října 2004 Bratislava) byl slovenský historik, byzantolog, který se zabýval dějinami a kulturou Byzantinců a Slovanů. Byl synovcem spisovatele Ladislava Mňačka.
Byl synem ruského šlechtického emigranta, jeho matka pocházela z moravské rodiny z Valašských Klobouků. Studoval archivnictví na Filozofické fakultě UK v Bratislavě. Působil ve Slovenské akademii věd. Ve své vědecké práci se zaměřil na starší dějiny východní Evropy. Během normalizace nemohl z politických důvodů pokračovat ve vědecké práci a pracoval v Slovenském památkovém ústavu v Bratislavě. Od té doby se věnoval i dějinám umění. Za pomoci jeho strýce Ladislava Mňačka se mu podařilo vydat svou první vědeckou monografii Die Awaren in Europa (Bratislava-Amsterdam 1974), která mu získala dobré jméno v zahraničních vědeckých kruzích. Postupně se začal věnovat i dějinám Byzance a východní Evropy. Od roku 1984 začal pracovat v Historickém ústavu SAV. V roce 1988 obhájil svou kandidátskou práci. Po roce 1989 krátce působil na zahraničních univerzitách v Bonnu, Paříži, Pise, Mnichově a Münsteru. Na Filozofické fakultě UK v Bratislavě založil specializaci byzantologie a současně přednášel i na Trnavské univerzitě. Nakonec jeho pedagogická činnost skončila na Pravoslavné bohoslovecké fakultě Prešovské univerzity, kde se v roce 1998 habilitoval za docenta a v roce 2002 byl jmenován profesorem.

## Monografie
- 1974 – Die Awaren in Europa
- 1992 – spoluautor kolektivního díla Dějiny Byzance (Praha, Academia, 1992 ISBN 80-200-0454-8)
- 1992 – Byzantská kultura v slovanském prostředí v VI.-XII. století  ISBN 80-224-0359-8
- 1998 – Byzantský ikonoklasmus: století zápasu o ikonu. Bratislava, Věda ISBN 80-224-0582-5
- 2000 – Byzantinische Kultur und die Slawen
- 2016 – Byzantský zápas o ikonu: o problematice východoevropského symbolismu. Prešov: Prešovská univerzita, Pravoslavná bohoslovecká fakulta, 2016. ISBN 978-80-555-1571-7.